# Aldo Demarchi
José Aldo Demarchi (Rio Claro, 4 de janeiro de 1944) é um administrador de empresas e político brasileiro, filiado ao União Brasil (UNIÃO). Foi deputado estadual de São Paulo de 1995 a 2019 e de 2022 a 2023. 

## Trajetória política
Foi vereador, vice-prefeito e prefeito em Rio Claro. Elegeu-se deputado estadual pelo PPB (hoje, PP) em 1994, com 27 789 votos, reelegendo-se em 1998 pelo mesmo partido, com 53.702 votos e em 2002 com 55.995 votos. Em 2006, já no PFL, foi reeleito com 70.880 votos, e posteriormente eleito pelo DEM com 86.672 votos. Foi 2º secretário da Assembleia Legislativa do Estado de São Paulo no biênio 2011-2013. Em seis mandatos na Alesp apresentou cerca de 300 projetos de lei.